# 応用倫理学
応用倫理学（おうようりんりがく、英: applied ethics）は、道徳的考慮の実践的側面、私生活や公的生活、専門職、健康、技術、法律、リーダーシップなどの分野における現実世界での行為と、その道徳的考察を対象とする倫理学の分野である。
例えば、生命倫理学は、安楽死、希少な医療資源の配分、研究におけるヒト胚の使用など、生命科学における道徳的問題に対する正しいアプローチを特定することに主眼を置く。環境倫理学は、公害を浄化する政府や企業の責任など、生態系の問題を扱う。企業倫理には、一般市民に対する「内部告発者」の義務や責務、あるいは雇用主に対する忠誠心に関する問題が含まれる。

## 歴史
応用倫理学は、倫理学の学問的な哲学的言説の領域を超えて拡大してきた。今日の応用倫理学は、1970年代初頭の急速な医療と技術の進歩をめぐる議論から生まれ、現在では倫理学の一分野として確立している。しかし、その性質上、医療、ビジネス、情報技術などの分野で起こりうる倫理的問題を専門的に理解する必要があるため、様々な分野における知識が関わる学問とされる。現在では、ほとんどすべての職業に倫理的行動規範が存在する。
応用倫理学的アプローチは、様々な形をとることができる。しかし近年、生命倫理や医療倫理において最も広く活用されているアプローチのひとつが、トム・ボーシャン（Tom Beauchamp）とジェームズ・チルドレス（James Childress）によって開発された4原則アプローチである。一般にプリンシプル主義と呼ばれる4原則アプローチは、自律性、無害性、利益、正義という四つの倫理原則を考慮し、適用することを要する。

## 基礎となる理論
応用倫理学は、行為の善悪の基準を検討する規範倫理学や、倫理的属性・言明・態度・判断の本質を検討するメタ倫理学とは区別される。
これら3つの倫理学領域は一見異なるように見えるが、相互に関連していて、応用倫理学のアプローチは、しばしばこれらの規範倫理学の理論を利用する。
1. 帰結主義（英: consequentialism）は、行動の正しさはその結果のみに依存するとするものであるという考え方である[11]。ある行為が道徳的に正しいかどうかは、それが最大多数の幸福を最大化するかどうかに依存するというのが、古典的な帰結主義の定義とされる。この理論の主な発展は、行為功利主義と規則功利主義を区別したジェレミ・ベンサムとジョン・スチュアート・ミルによるものである。その後の発展としては、動機や意図の重要性を導入したヘンリー・シジウィックや、功利主義的意思決定における選好の重要性を導入したR・M・ヘアが注目される。結果主義には他に優先主義がある。
2. 義務論（英: deontology）では、行為にはその背景や結果に関係なく、固有の正しさや悪さがあると考える。 このアプローチは、イマヌエル・カントの定言命法の概念に象徴され、義務に基づくカントの倫理理論の中心であった。別の義務論の理論には、トマス・アクィナスが大きく発展させ、カトリック教会の道徳に関する教えの重要な部分を占める自然法がある。閾値義務論（英: threshold deontology）は、望ましくない結果が得られる場合でもある時点までは規則が支配するが、それがある閾値を超えると、帰結主義に移行すると考える[12]。
3. 徳倫理学（英: virtue ethics）とは、アリストテレスや孔子の考え方に由来するもので、適切な「徳のある」行為者によって正しい行為が選択されるとするものである。

規範倫理学の理論は、現実世界の倫理的ジレンマを解決しようとする際に衝突することがある。そして帰結主義と義務論の間に存在する違いを修正しようとする方法は、事例主義（casuistry）としても知られる事例に基づく推論（case-based reasoning）と呼ばれる。決疑論は理論から始めるのではなく、現実の具体的なケースの事実から始める。事例主義は倫理的理論を利用するが、倫理的理論を道徳的推論の最も重要な特徴とは見なさない。
アルバート・ジョンセンやスティーブン・トゥールミン（The Abuse of Casuistry、1988年）のような決疑論者は、応用倫理学の伝統的な規範を批判する。理論から出発し、特定の事例に理論を適用するのではなく、カズイストは特定の事例そのものから出発し、その特定の事例に対してどのような道徳的に重要な特徴（理論と実践的考察の両方を含む）が考慮されるべきかを問うのである。ヨンセンとトゥールミンは、医療倫理委員会の観察において、参加者が思想や理論ではなく、事例の事実に焦点を当てたとき、特に倫理的に問題となる事例についての総意がしばしば生まれると述べている。従って、ラビ、カトリック司祭、不可知論者は、この特定の事例では、特別な医療を差し控えることが最善の方法であることに同意するかもしれないとしている。つまりまず、理論ではなく事例に焦点を当てることで、道徳的な議論に携わる人々は、同意の可能性を高めることができる。そしてその後、応用倫理学は、同じく応用哲学の傘下にある新興の応用認識論と区別されるようになった。前者が道徳的考察の実践的応用に関心を寄せていたのに対し、後者は実践的問題の解決における認識論の応用に焦点を当てている。

## 種類
- 職業倫理
- 生命倫理
- 医療倫理
- 看護倫理
- 死生学
- 研究倫理
- 環境倫理学：温暖化をはじめとする環境破壊と経済について論ずる。
- 社会と人権：人種差別、同性愛、死刑の廃止、ジェンダー、動物の権利がよく論点になる。
- 企業倫理
- 法哲学
- 報道倫理：報道、メディアを論ずる。
- コンピューター倫理学：近年大きく発展しているコンピュータについて論ずる
- 戦争倫理学
- 教育倫理学
- スポーツ倫理学
- 学術倫理学：データの捏造、人体・動物による実験、腐敗の内部告発など
- 政治倫理学（例：飢餓、経済格差）
- ロボット倫理学：ロボット技術の引き起こす倫理的問題を扱う。また、ロボットが道徳的行為者や道徳的配慮の対象になるか、という問題についても論じる。

## 関連文献
- Chadwick, R.F. (1997). Encyclopedia of Applied Ethics. London: Academic Press. ISBN 0-12-227065-7
- Singer, Peter (1993). Practical Ethics. Cambridge University Press. ISBN 0-521-43971-X (monograph)
- Cohen, Andrew I. (2005). Contemporary Debates in Applied Ethics. Wiley-Blackwell. ISBN 978-1-4051-1548-3
- LaFollette, Hugh (2002). Ethics in Practice (2nd ed.). Blackwell Publishing. ISBN 0-631-22834-9
- Singer, Peter (1986). Applied Ethics. Oxford University Press. ISBN 0-19-875067-6
- Frey, R.G. (2004). A Companion to Applied Ethics. Blackwell. ISBN 1-4051-3345-7